# 키비국제대학

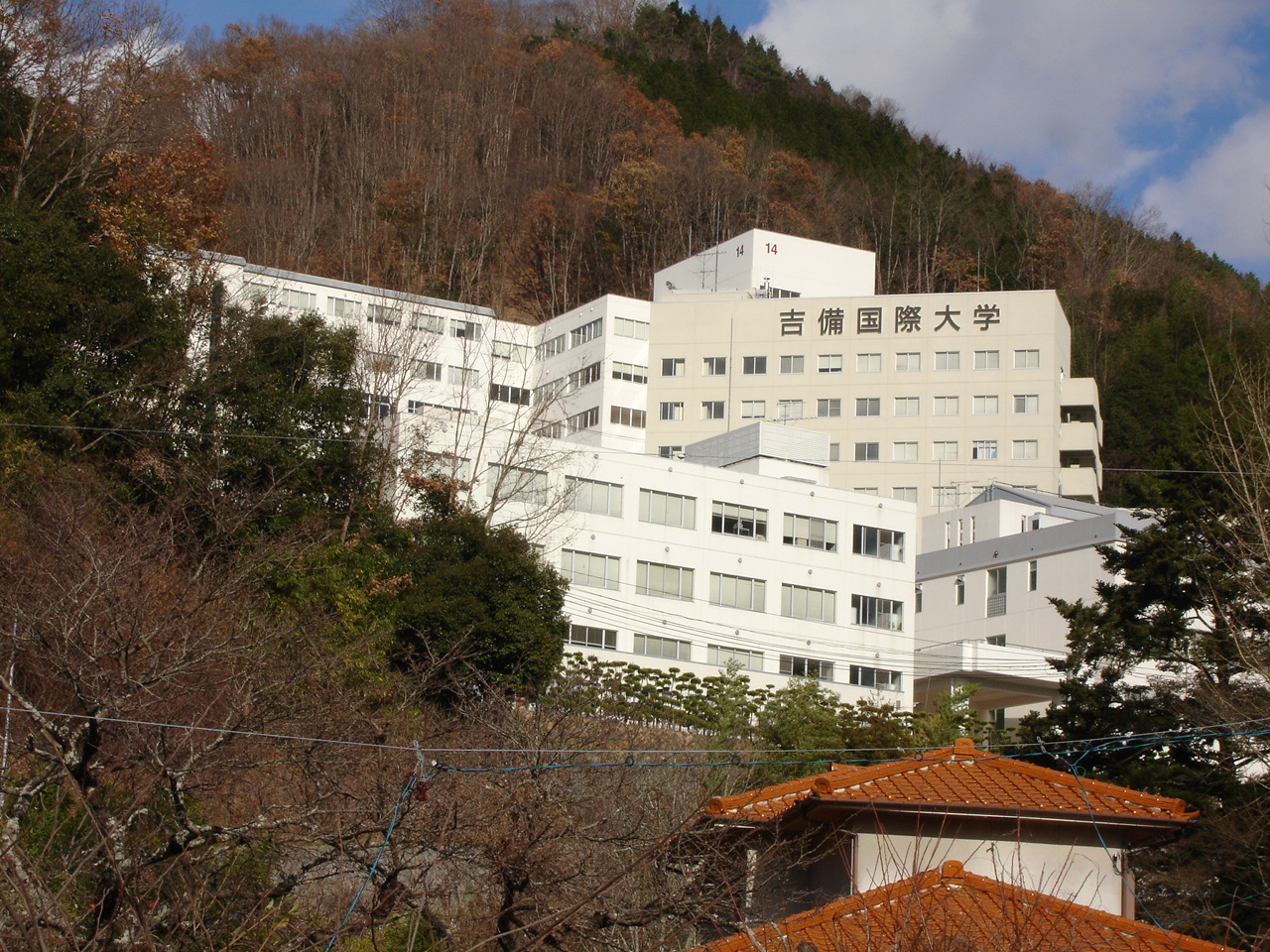
키비국제대학

키비국제대학(일본어: 吉備国際大学, 일본어: Kibi kokusai daigaku)은 1990년에 설립된 일본 오카야마현 다카하사시에 위치한 사립 대학교이다.
오카야마현과 히로시마현을 비롯한 전국에서 학생들이 오고 있으며 한국과 중국그리고 인도네시아를 비롯한 동남아국가의 유학생들이 상당히 많다.
학교법인 준세이학원(順正学園）에서 1990년에 설치하여 3개의 캠퍼스로 특성화되어 있다.
같은 법인의 큐슈의료과학대학과 더불어 학생 개개인의 능력을 최대한 이끌어 내는 것을 건학이념으로 삼고 있다.

## 2. 학과
- 간호학부
- 사회과학부
- 농학부
- 외국어학부
- 인간과학부
- 애니메이션 문화학부

1.캠퍼스별 학부 및 학과
*오카야마현 다카하시시(高梁市)캠퍼스
사회학부
경영사회학과
스포츠사회학과
보건의료복지학부
간호학과
인간과학과(이학요법전공/작업요법전공/심리학전공
애니메이션학부
애니메이션학과
*아와지시(淡路市）캠퍼스
농학부
지역창성학과
해양수산생물학과
*오카야마시(岡山市）캠퍼스
외국어학부
외국어학과
2. 대학원
각 학부별로 설치되어있는 대학원은 통학제(현지유학)와 거주국에서 교육받을 수 있는 통신제가 있다.
*통학제
사회학연구과
보건과학연구과
심리학연구과
지역창성연구과
*통신제
연합국제협력연구과
보건과학연구과
지적재산학연구과
심리학연구과

## 3. 출신 인물
- 김정록(야구선수)

## 4. 기타
- 대한민국의 호서대학교와 동서울대학교, 청주대학교 부산외국어대학교 등 여러 학교들과 협정을 맺고 서로 교환학생을 비롯한 많은 교류를 지속하고 있다.
- 천지무용 애니메이션 시리즈에서 배경으로 나타난 장소 중 하나로 대학 소재지인 다카하시市에서 애니메이션 특화도시개발에  집중하고 있다.
- 남녀 축구부가 운영되고 있고 특히 여자 축구부는 지역대표로 전국대회 본선에 출전하는 등 레벨이 상당하다.
- 동일재단산하의 큐슈의료과학대학은 약학과 위주로 유학생을 모집하고 있다. 시험은 일본어와 화학이다.
- 한국사무소가 설치되어 있어 입학문의및 각종 상담은 한국사무소를 통해 받을 수 있다.